# Jakubovany (Prešov)
|  | No s'ha de confondre amb Jakubovany (Žilina). |

Jakubovany és un poble i municipi d'Eslovàquia. Es troba a la regió de Prešov, al nord del país.

## Història
La primera referència escrita de la vila data del 1314.

## Demografia
| Godina             | 1994 | 2004   | 2014   | 2024   |
| ------------------ | ---- | ------ | ------ | ------ |
| Nombre de persones | 860  | 928    | 954    | 959    |
| Diferència         |      | +7,90% | +2,80% | +0,52% |

| Godina             | 2023 | 2024   |
| ------------------ | ---- | ------ |
| Nombre de persones | 960  | 959    |
| Diferència         |      | −0,10% |